# Президентство Дуайта Ейзенхауера

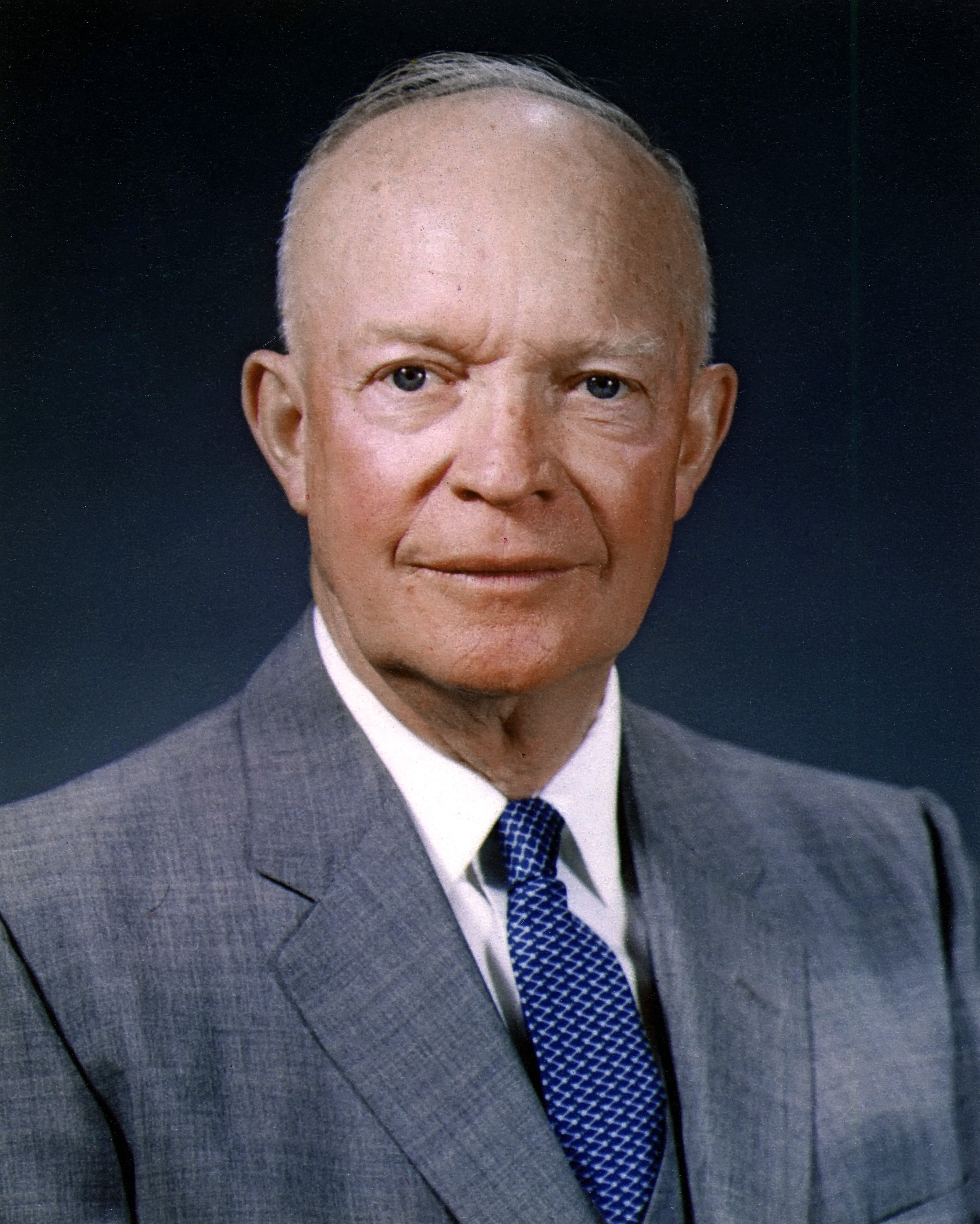
34 Президент США, Дуайт Девід Ейзенхауер. (1953-1961)

Президентство Двайта Ейзенгавера розпочалося опівдні EST 20 січня 1953 року, коли він був приведений до присяги як 34-й президент Сполучених Штатів, і закінчилося 20 січня 1961 р. Ейзенхауер, республіканець, вступив в посаду президента після його перемоги над демократом Едлаєм Стівенсоном на президентських виборах 1952 року. Його змінив на посаді демократ Джон Фіцджеральд Кеннеді після президентських виборів 1960 року.
Ейзенгавер обіймав посаду під час холодної війни, періоду стійкої геополітичної напруги між США та Радянським Союзом. Політика Ейзенгавера "Новий погляд" підкреслювала важливість ядерної зброї як засобів стримування військових загроз, а США під час президентства Ейзенгавера створили запас ядерної зброї та систем ядерної доставки. Незабаром після вступу на посаду Ейзенгавер домовився про припинення війни в Кореї. Після Суецької кризи Ейзенгавер оприлюднив доктрину Ейзенгавера, посиливши зобов'язання США на Близькому Сході. У відповідь на Кубинську революцію, адміністрація Ейзенгавера розірвала зв'язки з Кубою і розпочала підготовку до вторгнення на Кубу кубинськими вигнанцями, в кінцевому підсумку призвело до невдалого вторгнення в Затоку свиней. Ейзенгавер також уповноважив Центральне розвідувальне управління здійснювати приховані дії, такі як Гватемальський переворот 1954 року.
У внутрішніх справах Ейзенгавер відстоював політику "сучасного республіканства", яка займала середину між ліберальними демократами та консервативним крилом Республіканської партії. Ейзенгавер продовжувала програми "Новий курс", розширював соціальне забезпечення та надав пріоритет збалансованому бюджету щодо зниження податків. Він відіграв головну роль у створенні Міжштатної системи автомобільних доріг, масштабного інфраструктурного проєкту, що складався з десятків тисяч миль розділених автошляхів. Після запуску Sputnik 1 Ейзенгавер підписав Закон про національну оборонну освіту та головував у створенні НАСА. Незважаючи на те, що він не прийняв визначну постанову Верховного Суду про дегрегацію у справі Браун проти Комітету з питань освіти 1954 року, Ейзенгавер примусив прийняти Суд і підписав перший важливий законопроєкт про громадянські права з кінця реконструкції.
Ейзенгавер переміг на президентських виборах 1956 року в результаті кращого результату і підтримував позитивні рейтинги схвалення протягом усього свого перебування на посаді, але запуск Sputnik 1 і погана економіка сприяли республіканським втратам на виборах 1958 року. На президентських виборах 1960 року віце-президент Річард Ніксон програв Кеннеді з вузьким відривом. Ейзенгавер пішов з посади, популярної у громадськості, але спочатку багато коментаторів розглядалися як президент "нічого робити". Його репутація значно зросла після виходу його приватних паперів у 1970-х. За опитуваннями істориків та політологів він, як правило, займає першу чверть президентів.

## Вибори 1952 р.

### Республіканська номінація
Увійшовши до республіканських праймеріз 1952 року, двома основними претендентами на республіканську кандидатуру в президенти були генерал Двайт Д. Ейзенгавер та сенатор Роберт А. Тафт з Огайо, Губернатор Ерл Воррен з Каліфорнії і колишній губернатор Гарольд Стассен з Міннесоти. Тафт очолив консервативне крило партії, яке було зосереджено на Середньому Заході, відкинуло багато програм соціальної допомоги Нового Курсу, створених у 1930-х роках, і, як правило, провів не інтервенціоністську зовнішньополітичну позицію. Тафт був кандидатом у номінації республіканців у 1940 та 1948 роках, але обидва рази зазнавав поразки від поміркованих республіканців з Нью-Йорка. Венделлу Вілкі в 1940 році та Томасу Е. Дьюї в 1948 році.
Дьюї, кандидат у президенти партії у 1944 та 1948 роках, керував поміркованим крилом партії, зосередженим у східних штатах. Ці помірники, як правило, готові прийняти більшість аспектів держави соціального добробуту, створеної «Новою угодою», і, як правило, були інтервенціоністами в холодну війну. Сам Дьюї відмовився балотуватися у президенти втретє, але він та інші помірковані прагнули використати свій вплив для того, щоб республіканський квиток на 1952 рік наблизився до їх крила партії. З цією метою проєкт організації Ейзенгавера був зібраний, починаючи з вересня 1951 р. Через два тижні на засіданні Конференції національних губернаторів сім республіканських губернаторів підтримали його кандидатуру. Ейзенгавер, потім служитиме в якості верховного головнокомандувача об'єднаних збройних сил в НАТО, які вже давно згадуються в якості можливого кандидата в президенти, але він не хотів брати участь в партійних політиках. Тим не менш, його турбували неінтервентистські погляди Тафта, особливо його протидія НАТО, яку Ейзенгавер вважав важливим стримуванням проти радянської агресії. Його також мотивувала корупція, яка, на його думку, потрапила до федерального уряду протягом пізніших років адміністрації Трумена.
Наприкінці 1951 року Ейзенгавер заявив, що не буде проти будь-яких зусиль щодо висування його на посаду президента, хоча все ж відмовився відкрито висуватися. У січні 1952 року сенатор Генрі Кабот Лодж-молодший оголосив, що ім'я Ейзенгавера буде винесено в первинному штаті Нью-Гемпшир, хоча він ще офіційно не вступив у перегони. Результатом в Нью-Гемпширі стала солідна перемога Ейзенгавера з 46 661 голосами, 35 838 голосів за Тафта і 6,574 за Стассена. У квітні Ейзенгавер пішов у відставку зі свого командування НАТО та повернувся до США. Сили тафта влаштували сильну боротьбу на решти праймеріз, і до моменту Республіканської національної конвенції липня 1952 року, досі було незрозуміло, чи виграє Тафт чи Ейзенгавер у президентській номінації.
Коли в Чикаго відкрилася Республіканська національна конвенція 1952 року, менеджери Ейзенгавера звинуватили Тафта в «крадіжці» голосів делегата в південних штатах, стверджуючи, що союзники Тафта несправедливо відмовили делегатським прихильникам Ейзенгавера і поставили делегатів Тафта на їх місце. Лодж і Дьюї пропонували виселити протафтантівських делегатів у цих штатах і замінити їх делегатами про Ейзенгавера, цю пропозицію вони назвали «чесною грою». Хоча Тафт і його прихильники гнівно заперечували це звинувачення, конвенція проголосувала за підтримку Fair Play 658 до 548, і Тафт втратив багатьох південних делегатів. Ейзенгавер також отримав ще два прискорення, по-перше, коли кілька непідписаних державних делегацій, такі як Мічиган та Пенсільванія, вирішили підтримати його, а по-друге, коли Стассен звільнив своїх делегатів і попросив їх підтримати Ейзенгавера, чия поміркована політика він більше віддав перевагу політиці Тафта. Вилучення багатьох протафтанських південних делегатів та підтримка держав, які не отримали рішення, вирішили висунути кандидатуру на користь Ейзенгавера, яку він переміг у першому голосуванні. Після цього, сенатор Річард Ніксон з Каліфорнії був висунутий акламацією своїм кандидатом у віце-президенти. Ніксон, чиє ім'я вийшло на перший план рано і часто в передконвенційних розмовах між керівниками передвиборних кампаній Ейзенгавера, був обраний через його відносну молодь (39 років) та тверду антикомуністичну довіру.

### Загальні вибори
Діючий президент Гаррі С. Трумен оголосив, що не буде балотуватися, у березні 1952 року, зробивши незрозумілим, хто виграє демократичну кандидатуру президента. Делегати Демократичної національної конвенції 1952 року, яка також проходила в Чикаго, висунули губернатора Іллінойсу Едлая Е. Стівенсона президентом у третьому голосуванні. Сенатором Джоном Спаркманом з Алабами був обраний його віце-президентом. Конвенція закінчилася широкою впевненістю, що партія обрала потужного кандидата в президенти, який би проводив змагальну кампанію. Стівенсон сконцентрувався на виголошенні серії продуманих промов навколо нації. Хоча його стиль вражав інтелектуалів та науковців, деякі політичні експерти замислювалися про те, чи говорив він «над головами» більшості його слухачів, і вони називали його «яєчником», виходячи з його облисіння та інтелектуальної поведінки. Однак його найбільшою відповідальністю була непопулярність діючого президента Гаррі Трумена. Незважаючи на те, що Стівенсон не був членом адміністрації Трумена, виборці значною мірою ігнорували його записи і обтяжували його Труменом. Історик Герберт Пармет каже, що Стівенсону:
не вдалося розігнати широке визнання, що для розділеної Америки, розірваної параноєю і нездатною зрозуміти, що порушило передбачуване спокій післявоєнного світу, дійсно настав час змін. Ні Стівенсон, ні хтось інший не могли відвернути електорат від його бажання відкинути «труманізм». 
Республіканська стратегія під час осінньої кампанії була зосереджена на неперевершеній популярності Ейзенгавера. Айк подорожував до 45 з 48 штатів, його героїчний образ та прості розмови збуджували великий натовп, який чув, як він говорив із кабуса похідного поїзда. У своїх виступах Ейзенгавер ніколи не згадував Стівенсона по імені, натомість безжально нападав на передбачувані невдачі адміністрації Трумена: «Корея, комунізм та корупція». Крім виступів, він отримав своє повідомлення виборцям через 30-секундну рекламу на телебаченні; це були перші президентські вибори, на яких телебачення відігравало головну роль. У внутрішній політиці Ейзенгавер нападав на зростаючий вплив федерального уряду на економіку, тоді як у зовнішніх справах він підтримував сильну американську роль у стримуванні розширення комунізму. Ейзенгавер прийняв велику частину риторики та позицій сучасного ВГП, і багато його публічних заяв були розроблені для того, щоб завоювати консервативних прихильників Тафта.

Результати виборів 1952 року.

Потенційно руйнівне звинувачення вдарило, коли Ніксон звинуватив кілька газет у отриманні 18 000 доларів США за недекларовані «подарунки» від заможних донорів Каліфорнії. Ейзенгавер та його помічники вирішили скинути Ніксона з кандидатури та вибрати іншого товариша. Ніксон відповів на звинувачення у національній телевізійній промові «Промова шашок», 23 вересня. У цій промові Ніксон спростував звинувачення проти нього, детально розповів про його скромні фінансові активи та запропонував оцінку кандидатури Ейзенгавера. Родзинка виступу прозвучала тоді, коли Ніксон заявив, що прихильник подарував дочкам — собаку на ім'я «Шашка» — і він не поверне його, тому що дочки його любили. Громадськість відповіла на промову виливши підтримку, і Ейзенгавер залишив його у кандидатурі.
Зрештою, тягар триваючої війни в Кореї, комуністична загроза та скандали з адміністрацією Трумена, а також популярність Ейзенгавера були занадто великими, щоб Стівенсон їх здолав. Ейзенгавер здобув неабияку перемогу, набравши 55,2 відсотка голосів населення та 442 голоси виборців. Стівенсон отримав 44,5 відсотка голосів населення та 89 голосів виборців. Ейзенгавер виграв усі штати за межами Півдня, а також Вірджинію, Флориду та Техас, кожен з яких проголосував за республіканця лише вдруге з моменту закінчення Реконструкції. Під час паралельних виборів у конгрес республіканці перемогли під контролем Палати представників та Сенату.

## Адміністрація

### Кабінет
Ейзенгавер делегував вибір свого кабінету двом близьким соратникам, Луціусу Д. Клей та Герберту Браунеллу-молодшому, Браунеллу, юрисконсульту Дьюї, став генеральним прокурором. Кабінет державного секретаря перейшов до Джона Фостера Даллеса, давнього речника республіканців з питань зовнішньої політики, який допоміг розробити Статут ООН та Сан-Франциско. Даллес проїхав майже 560 000 миль (901,233 км) за шість років свого перебування на посаді. Поза кабінетом Ейзенгавер обрав Шермана Адамса на посаду начальника апарату Білого дому та Мілтона С. Ейзенгавера, брат президента і видатний адміністратор коледжу, виступили важливим радником. Ейзенгавер також підвищив роль Ради національної безпеки і призначив Роберта Катлера на посаду першого радника з національної безпеки.
Ейзенгавер шукав лідерів великого бізнесу на багатьох своїх інших призначеннях у кабінет. Чарльз Ервін Вілсон, генеральний директор General Motors, був першим секретарем оборони Ейзенгавера. У 1957 році він був замінений президентом Procter & Gamble, Нілом Х. Макелроєм. На посаду секретаря казначейства Айк обрав Джорджа М. Хамфрі, генерального директора декількох металургійних і вугільних компаній. Його генеральний поштар, Артур Е. Літфілд і перший секретар внутрішніх справ, Дуглас Маккей, були обома автомобільними дистриб'юторами. Колишній сенатор Сінклер Вікенс став міністром торгівлі. Ейзенгавер призначив Джозефа Доджа, давнього президента банку, який також мав великий досвід уряду, директором Бюро бюджету. Він став першим директором бюджету, якому було надано статус на рівні кабінету.
Інші вибори кабінету Айзенхауера надавали меценатство політичним базам. Езра Тафт Бенсон, високопоставлений член Церкви Ісуса Христа святих останніх днів, був обраний секретарем сільського господарства; він був єдиною особою, призначеною з тафтового крила партії. В якості першого секретаря нового департаменту охорони здоров'я, освіти та добробуту (HEW) Ейзенгавер назвав керівника жіночого армійського корпусу армії Отаву Калп. Вона була другою жінкою, яка коли-небудь була членом кабінету. Секретарем праці був обраний Мартін Патрік Дуркін, демократ і президент спілки сантехніків і пароплавщиків. Як результат, стало жартівкою, що вступний кабінет Ейзенгавера складався з «дев'яти мільйонерів та сантехніків». Незадоволений трудовою політикою Ейзенгавера, Дуркін пішов у відставку менше ніж через рік на посаді, і його замінив Джеймс П. Мітчелл.

### Віце-президентство
Ейзенгавер, який не любив партизанську політику та політиків, залишив значну частину будівлі та підтримки Республіканської партії віце-президенту Ніксону. Ейзенгавер знав, наскільки погано підготовлений віце-президент Трумен ставився до таких важливих питань, як атомна бомба, коли він раптово став президентом у 1945 році, і тому переконався, що Ніксон буде повністю задіяний в адміністрації. Він дав Ніксону численні дипломатичні, внутрішні та політичні завдання, щоб він «перетворився на одного з найцінніших підлеглих Айку». Таким чином, посада віце-президента була кардинально перетворена з другорядної церемоніальної посади на головну роль у президентській команді. Ніксон вийшов далеко за межі цього завдання, «кинувши себе в державну та місцеву політику, виступивши сотні виступів по всій землі. Коли Ейзенгавер не був залучений до партійного будівництва, Ніксон став фактично національним лідером ВП».

### Прес-корпус

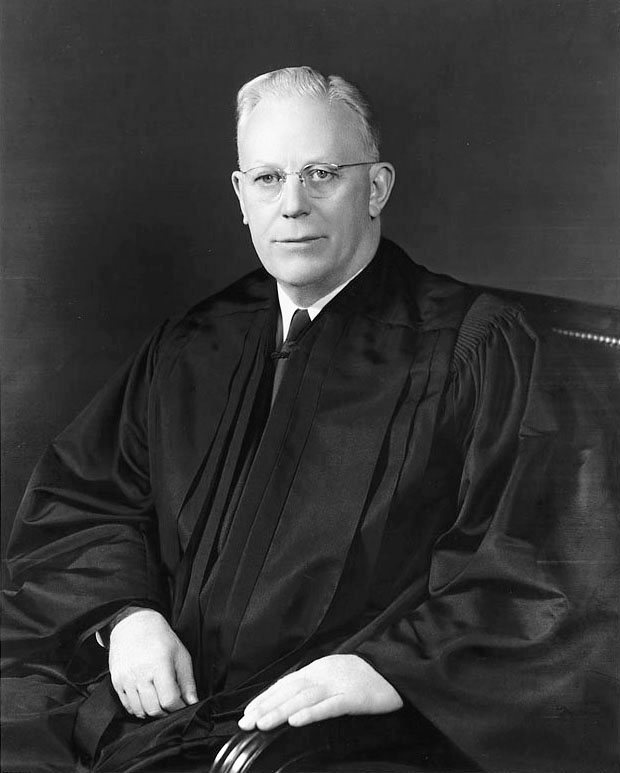
Ерл Воррен, 14-й головний суддя Сполучених Штатів, головував у ліберальному суді Воррена з жовтня 1953 року до червня 1969 року.

Ейзенгавер часто зустрічався з корпусом преси, проте його виступ на цих зустрічах вважався незручним. Ці прес-конференції значною мірою сприяли критиці за те, що Ейзенгавер був неінформованим чи просто головою уряду. Часом він міг використати свою репутацію на нерозбірливих прес-конференціях на свою користь, оскільки це дозволило йому придушити свою позицію щодо важких тем. 19 січня 1955 року Ейзенгавер став першим президентом, який провів телевізійну прес-конференцію. Його прес-секретар, Джеймс Кемпбелл Хагерті, є єдиною особою, яка обіймала цю посаду протягом двох повноцінних президентських повноважень. Історик Роберт Х'ю Феррелл вважав його найкращим прес-секретарем за всю історію президента, тому що «він організував президентство для єдиного нововведення у відносинах з пресою, яке вже майже змінило характер найвищої посади в країні за останні десятиліття».

## Судові призначення
Ейзенгавер призначив п'ять суддів Верховного суду США. У 1953 році Ейзенгавер призначив губернатора Ерла Воррена на посаду Голови Верховного суду замість покійного Фреда М. Вінсона. Багато консервативних республіканців виступили проти висунення Воррена, але вони не змогли заблокувати призначення, і його кандидатура була затверджена Сенатом у січні 1954 р. Смерть Роберта Г. Джексона наприкінці 1954 р. створила ще одну вакантну посаду у Верховному суді, і Ейзенгавер успішно призначив федерального апеляційного суддю Джона Маршалла Гарлана II на зміну Джексону. Гарлан приєднався до консервативного блоку, часто підтримуючи позицію судді Фелікса Франкфуртера.
Після того, як Шерман Мінтон подав у відставку в 1956 році, Ейзенгавер висунув в Верховний суд Вільяма Дж. Бреннана. Ейзенгавер сподівався, що призначення Бреннана, відданого католика, сприятиме його власній кампанії з переобрання. Протистояння сенатора Джозефа Маккарті та інших затримали підтвердження Бреннана, тому Ейзенгавер призначив Бреннана в 1956, скориставшись процедурою «призначення під час перерви» (англ. recess appointment), тобто призначення посадовця в той час, коли Сенат перебував на перерві. Сенат підтвердив призначення Бреннана на початку 1957 року. Бренан приєднався до Воррена як лідер ліберального блоку суду. Відставка Стенлі Ф. Ріда у 1957 році створила ще одну вакансію, і Ейзенгавер висунув федерального апеляційного суддю Чарльза Еванса Віттекєра, який пропрацював у Верховному суді лише п'ять років, а потім пішов у відставку. П'ята і остання вакантна посада Верховного суду за часів Ейзенгавера виникла в 1958 році через звільнення Гарольда Бертона. Ейзенгавер успішно висунув федерального апеляційного суддю Поттера Стюарта на зміну Бертону, а Стюарт став центром суду. Ейзенгавер також призначив 45 суддів апеляційним судам США та 129 суддів окружним судам Сполучених Штатів.

## Зовнішні справи

### "Холодна війна"

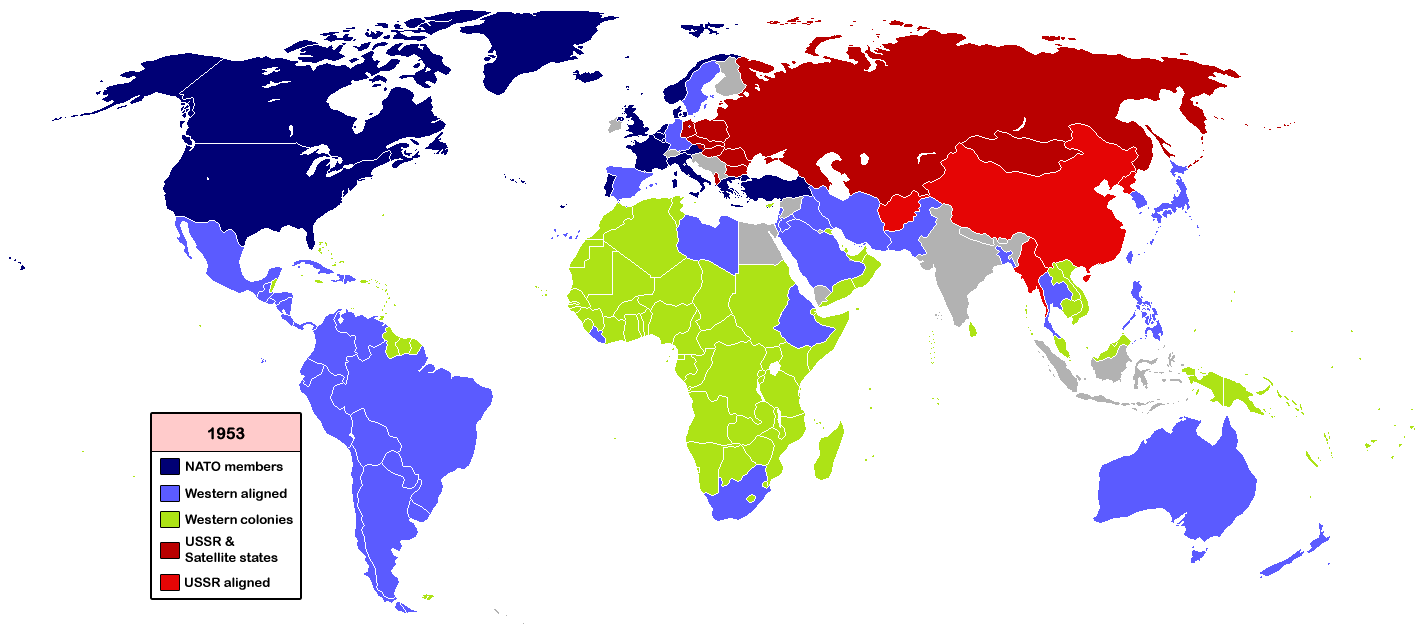
Карта геополітичної ситуації в 1953 році

Кандидатура Ейзенгавера 1952 р. значною мірою була мотивована його протидією ізоляціоністським поглядам Тафта, він не поділяв занепокоєння Тафта щодо участі США у колективній безпеці та міжнародній торгівлі, остання з яких була втілена Генеральною угодою про тарифи та торгівлю 1947 року. Холодна війна домінувала в міжнародній політиці в 1950-х роках. Оскільки США і Радянський Союз володіли ядерною зброєю, будь-який конфлікт представляв ризик переходу в ядерну війну. Ейзенгавер продовжував основну політику адміністрації Трумена щодо стримування радянської експансії та зміцнення економік Західної Європи. Загальна політика Ейзенгавера про холодну війну описала НБК 174, який вважав, що відкат радянського впливу є довгостроковою метою, але Сполучені Штати не будуть провокувати війну з Радянським Союзом. Він планував повну мобілізацію країни для протидії радянській владі, і наголосив на тому, щоб зробити «громадські зусилля, щоб пояснити американському народові, для чого потрібна така мілітаристська мобілізація їхнього суспільства».
Після смерті Йосифа Сталіна в березні 1953 р. Георгій Маленков взяв керівництво Радянським Союзом. Маленков запропонував «мирне співіснування» із Заходом, а британський прем'єр-міністр Вінстон Черчілль запропонував саміт світових лідерів. Побоюючись, що саміт затримає переозброєння Західної Німеччини, і скептично ставиться до намірів і можливості Маленкова залишатися при владі, адміністрація Ейзенгавера прихилила ідею саміту. У квітні Ейзенгавер виголосив свою промову «Шанс на мир», «в якій він закликав до перемир'я в Кореї, проведення вільних виборів для об'єднання Німеччини», повної незалежності країн Східної Європи та контролю над атомною енергією Організації Об'єднаних Націй. Хоча радянське керівництво було добре сприйняте на Заході, в 1954 р. в Радянському Союзі взяв на себе відповідальність більш конфліктний лідер Микита Хрущов. Ейзенгавер все більше скептично ставився до можливості співпраці з Радянським Союзом після того, як він відмовився підтримати його пропозицію «Атом за мир». закликав до створення Міжнародного агентства з атомної енергії та створення атомних електростанцій.

#### Політика національної безпеки
30 жовтня 1953 року Ейзенгавер оприлюднив «Новий погляд» , свою першу політику національної безпеки. Це відображало його занепокоєння збалансувати військові зобов'язання США в холодну війну з фінансовими ресурсами країни. Політика наголосила на опорі на стратегічну ядерну зброю, а не на звичайну військову силу, щоб стримувати як звичайні, так і ядерні військові загрози. Американські військові розробили стратегію ядерного стримування, засновану на тріаді наземних міжконтинентальних балістичних ракет (МБР), стратегічних бомбардувальників і балістичних ракет підводних човнів.(SLBM). Протягом свого президентства Ейзенгавер наполягав на тому, щоб планувати помсту, боротьбу та виграти ядерну війну проти Союзу, хоча він сподівався, що він ніколи не відчує себе змушеним використовувати таку зброю.

Коли закінчилася наземна війна в Кореї, Ейзенгавер різко зменшив залежність від дорогих армійських дивізій. Історик Сакі Докрілл стверджує, що його довгостроковою стратегією було сприяти колективній безпеці НАТО та інших американських союзників, зміцненню Третього світу проти радянського тиску, униканню іншої Кореї та створенню клімату, який повільно і неухильно послаблюватиме радянську владу та вплив. Докрілл вказує на використання Ейзенгавера кількох активів проти Радянського Союзу:
Ейзенгавер знав, що у США є багато інших активів, які можна перетворити на вплив на радянський блок — його демократичні цінності та інститути, багату і конкурентоспроможну капіталістичну економіку, інтелектуальні технології та навички отримання інформації щодо можливостей та намірів противника, її психологічної війни та можливостей прихованих операцій, навичок ведення переговорів, а також економічної та військової допомоги третьому світові.

### Закінчення війни в Кореї
Під час своєї кампанії, Ейзенгавер сказав, що піде в Корею, щоб покласти кінець Корейській війни, яка виникла в 1950 році після того, як Північна Корея вторглася в Південну Корею. США вступили у війну, щоб запобігти падінню Південної Кореї, згодом розширивши місію, щоб включити перемогу над комуністичним режимом у Північній Кореї. Втручання китайських сил наприкінці 1950 р. Призвело до затяжного тупика навколо 38-ї паралелі півночі.
Трумен розпочав мирні переговори в середині 1951 р., але питання про в'язнів Північної Кореї та Китаю залишалося крапкою. Понад 40 000 ув'язнених з двох країн відмовилися від репатріації, проте Північна Корея та Китай вимагали їх повернення. Після вступу на посаду Ейзенгавер вимагав рішення, попередивши Китай, що він буде використовувати ядерну зброю, якщо війна буде продовжена. Китай погодився, і 27 липня 1953 р. Було підписано перемир'я як Корейська угода про перемир'я. Історик Едвард К. Кіфер каже, що, приймаючи американські вимоги, щоб військовополонені могли відмовитись повернутися до своєї країни, «Китай та Північна Корея все ще проковтнули гірку таблетку, яку, ймовірно, частково збила атомний ультиматум». Перемир'я призвело до десятиліть непростого миру між Північною та Південною Кореєю. США та Південна Корея підписали оборонний договір у жовтні 1953 р., а США продовжуватимуть розміщувати тисячі солдатів у Південній Кореї довго після закінчення війни в Кореї.

### Європа
Ейзенгавер домагався скорочення військ у Європі, поділяючи оборонні обов'язки з союзниками по НАТО. Однак європейці ніколи не довіряли ідеї ядерного стримування і неохоче перейшли від НАТО до запропонованого Європейського оборонного співтовариства. Як і Трумен, Ейзенгавер вважав, що переозброєння Західної Німеччини є життєво важливим для стратегічних інтересів НАТО. Адміністрація підтримала домовленість, розроблену Черчиллем та міністром закордонних справ Великої Британії Ентоні Іденом, в рамках якої Західна Німеччина була переозброєна та стала повністю суверенним членом НАТО в обмін на обіцянки не встановлювати програми з атомної, біологічної чи хімічної зброї. Європейські лідери також створили Західноєвропейський Союз координувати європейську оборону. У відповідь на інтеграцію Західної Німеччини до НАТО лідери Східного блоку уклали Варшавський договір. Австрія, яка була спільно окупована Радянським Союзом та західними державами, повернула свій суверенітет Австрійським державним договором 1955 року. У рамках домовленості, яка закінчила окупацію, Австрія оголосила про свій нейтралітет після здобуття незалежності.
Адміністрація Ейзенгавера поставила першочергову увагу на підрив радянського впливу на Східну Європу і розгорнула пропагандистську війну під керівництвом Чарльза Дугласа Джексона. США між 1951 і 1956 роками скинули понад 300 000 пропагандистських листівок у Східній Європі, а Радіо Вільна Європа надсилала трансляції по всьому регіону. +1953 повстання в Східній Німеччині коротко топив надії адміністрації щодо зниження впливу Радянського Союзу, але СРСР швидко придушили повстання. У 1956 році в Угорщині спалахнуло велике повстання. Після угорського лідера Імре Надья пообіцявши встановити багатопартійну демократію та вийти з Варшавського договору, радянський лідер Микита Хрущов направив до Угорщини 60 000 солдатів для придушення заколоту. США рішуче засудили військову реакцію, але не вживали прямих дій, розчарувавши багатьох угорських революціонерів. Після революції США перейшли від заохочення до повстання до пошуку культурних та економічних зв'язків як засобу підриву комуністичних режимів. Серед ініціатив культурної дипломатії адміністрації були постійні гастролі доброї волі «послами солдатів-музикантів» Симфонічного оркестру сьомої армії.
У 1953 році Ейзенгавер відкрив відносини з Іспанією під диктатором Франсіско Франко. Незважаючи на свою недемократичність, стратегічна позиція Іспанії в світлі холодної війни та антикомуністичної позиції спонукала Ейзенгавера до створення торгового та військового союзу з іспанцями через Мадридський пакт. Ці відносини поклали кінець ізоляції Іспанії після Другої світової війни, що в свою чергу призвело до іспанського економічного буму, відомого як іспанське чудо.

### Балістичні ракети та контроль над озброєнням

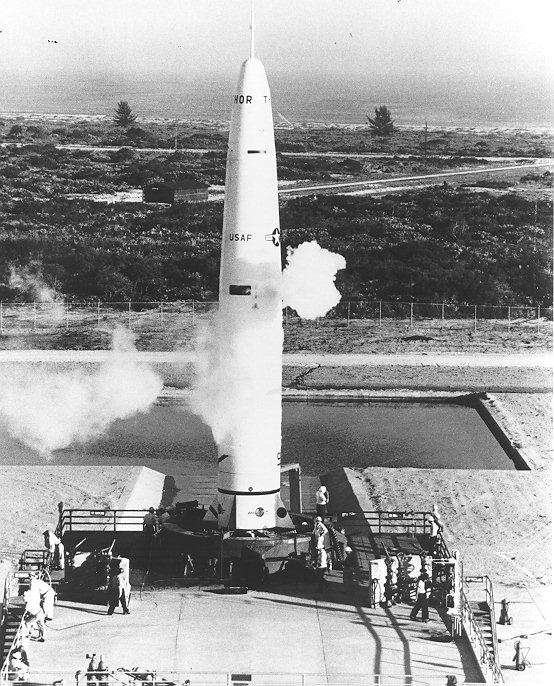
Перший тестовий запуск ПГМ-17 Тор із комплексу стартових мисів Канаверал 17В, 25 січня 1957 року.

США випробували першу атомну бомбу в 1945 році, але обидві сторони почали створювати великі ядерні запаси протягом 1950-х років. Під час президентства Ейзенгавера гонка озброєнь холодної війни перейшла від ядерної зброї до систем доставки, США почали велику роль у бомбардувальниках дуже далекої дальності. Союз наголосив на побудові міжконтинентальних балістичних ракет (МБР). Вони випустили свої перші МБР в серпні 1957 року, після чого досить публічного запуску в Sputnik 1 в жовтні 1957 р. Запуск Супутника активізував ракетну програму американської та США випустили свої перші МБР в грудні 1957 року США принесли Titan і МБР Atlas були в експлуатації в 1959 році, а в 1960 році побудували підводні човни Polaris здатні до підводних пусків.
У січні 1956 року ВВС США почали розробляти Тор (2400 км) балістичні ракети середньої дальності. Програма тривала швидко, і на початку 1958 року у Великій Британії почала діяти перша з 20 ескадронів Королівських ВПС Тор. Це був перший експеримент із розподілу стратегічної ядерної зброї в НАТО і призвів до інших розміщення за кордоном американської ядерної зброї.  В той час критики на чолі з сенатором-демократом Джоном Ф. Кеннеді стягували звинувачення внаслідок того, що стався «ракетний розрив», тобто США військово відстали від Радянського Союзу через їх лідерство в космосі. Історики зараз знижують ці звинувачення, хоча вони згодні з тим, що Ейзенгавер ефективно не відповідав на його критиків. Насправді Радянський Союз не зробив цього розгорнути МБР, поки Ейзенгавер не залишив свою посаду, і США зберегли загальну перевагу в ядерній зброї. Ейзенгавер знав про американську перевагу в розробці МБР через розвідку, зібрану літаками U-2 , які почали пролітати над Радянським Союзом у 1956 році.
Адміністрація вирішила, що найкращим способом мінімізувати розповсюдження ядерної зброї є жорсткий контроль знань про технологію газоцентрифуги, що було важливим для перетворення звичайного урану в уран зброї. Американські дипломати до 1960 р. Домовилися з урядами Німеччини, Голландії та Британії щодо обмеження доступу до технології. Розуміння чотирьох потужностей щодо секретності газоцентрифуги триватиме до 1975 року, коли вчений Абдул Кадер Хан переніс голландську технологію центрифуги до Пакистану. Франція шукала американської допомоги у розробці власної ядерної програми, але Ейзенгавер відкинув ці затримки через нестабільність Франції та недовіру до французького лідера Шарль де Голля.

### Міжнародні поїздки
Ейзенгавер здійснив одну міжнародну поїздку під час обрання президентом, до Південної Кореї 2–5 грудня 1952 року; він відвідав Сеул і Корейську зону бойових дій. Він також здійснив 16 міжнародних поїздок до 26 країн під час свого президентства. У період з серпня 1959 р. По червень 1960 р. Він здійснив п'ять основних турів, подорожуючи Європою, Південно-Східною Азією, Південною Америкою, Близьким Сходом та Південною Азією. Під час своєї подорожі доброї волі «Політ до миру» в грудні 1959 року президент відвідав 11 країн, включаючи п'ять країн Азії, проїхавши 22 000 миль за 19 днів.

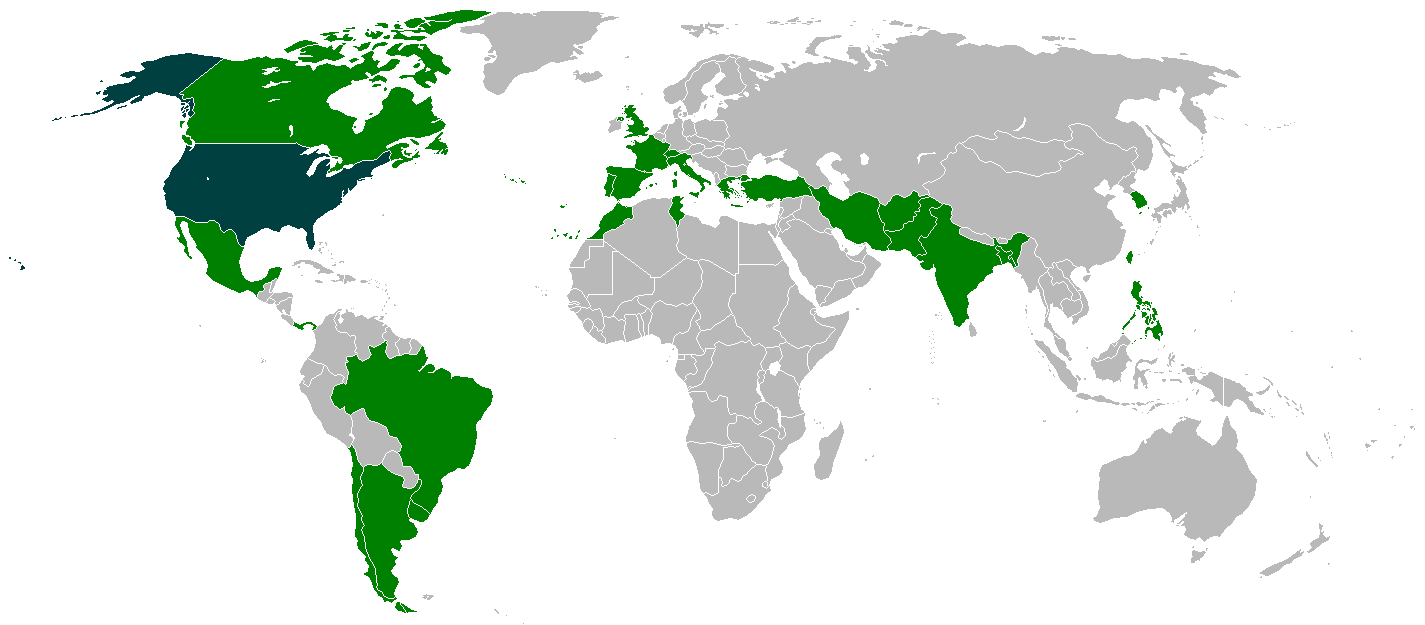
Країни, які відвідав Ейзенгавер під час його президентства.

| №  | Дата                            | Країна            | Місце                                                | Деталі |
| -- | ------------------------------- | ----------------- | ---------------------------------------------------- | --- |
| 1  | 2–5 грудня 1952 року            | Південна Корея    | Сеул                                                 | Відвідання корейської зони бою. (Візит відбувся до складання присяги президента.)                                                                                               |
| 2  | 19 жовтня 1953 року             | Мексика           | Нове місто Герреро                                   | Присвячення греблі Соколу з президентом Адольфо Руїсом Кортінес. |
| 3  | 13–15 листопада 1953 року       | Канада            | Оттава                                               | Державний візит. Зустрівся з генерал-губернатором Вінсентом Мейсі та прем'єр-міністром Луї Сент-Лоран. Звернувся до парламенту.                                                 |
| 4  | 4–8 грудня 1953 року            | Бермуди           | Гамільтон                                            | Був на Бермудській конференції з прем'єр-міністром Вінстоном Черчиллем та прем'єр-міністром Франції Джозефом Ланіелем                                                           |
| 5  | 16–23 липня 1955 року           | Швейцарія         | Женева                                               | Відвідав Женевський саміт разом з прем'єр-міністром Великої Британії Ентоні Еденом, прем'єр-міністром Франції Едгаром Фором та радянським прем'єр-міністром Миколою Булганіним. |
| 6  | 21–23 липня 1956 року           | Панама            | Панама-Сіті                                          | Був на зустрічі президентів американських республік. |
| 7  | 20–24 березня 1957 року         | Бермуди           | Гамільтон                                            | Зустрівся з прем'єр-міністром Гарольдом Макмілланом. |
| 8  | 14–19 грудня 1957 року          | Франція           | Париж                                                | Відвідав перший саміт НАТО. |
| 9  | 8–11 липня 1958 року            | Канада            | Оттава                                               | Неформальний візит. Зустрівся з генерал-губернатором Вінсентом Мейсі та прем'єр-міністром Джоном Діфенбекером. Звернувся до парламенту.                                         |
| 10 | 19–20 лютого 1959 року          | Мексика           | Акапулько                                            | Неформальна зустріч з президентом Адольфо Лопесом Матеосом. |
| 11 | 26 червня 1959 року             | Канада            | Монреаль                                             | Приєднався до королеви Єлизавети II на церемонії відкриття Морського шляху Св. Лаврентія.                                                                                       |
| 12 | 26–27 серпня 1959 року          | Західна Німеччина | Бонн                                                 | Неформальна зустріч з канцлером Конрадом Аденауером та президентом Теодором Геуссом.                                                                                            |
| 12 | 27 серпня — 2 вересня 1959 року | Велика Британія   | Лондон, Балморал, Шашки                              | Неформальний візит. Зустрівся з прем'єр-міністром Гарольдом Макмілланом та королевою Єлизаветою II.                                                                             |
| 12 | 2–4 вересня 1959 року           | Франція           | Париж                                                | Неформальна зустріч з президентом Шарлем де Голлем та прем'єр-міністром Італії Антоніо Сегні. Адресується Північноатлантичною радою                                             |
| 12 | 4–7 вересня 1959 року           | Велика Британія   | Кульзький замок                                      | Відпочив перед поверненням до США. |
| 13 | 4–6 грудня 1959 року            | Італія            | Рим                                                  | Неформальний візит. Зустрівся з президентом Джованні Грончі. |
| 13 | 6 грудня 1959 року              | Ватикан           | Апостольський палац                                  | Аудиторія з папою Іваном XXIII. |
| 13 | 6–7 грудня 1959 року            | Туреччина         | Анкара                                               | Неформальний візит. Зустрівся з президентом Селяном Баяром. |
| 13 | 7–9 грудня 1959 року            | Пакистан          | Карачі                                               | Неформальний візит. Зустрівся з президентом Аюб Ханом. |
| 13 | 9 грудня 1959 року              | Афганістан        | Кабул                                                | Неформальний візит. Зустрівся з королем Мухаммедом Захіром Шахом. |
| 13 | 9–14 грудня 1959 року           | Індія             | Нью-Делі, Агра                                       | Зустрівся з президентом Раджендрою Прасадом та прем'єр-міністром Джавахарлалом Неру. Звернувся до парламенту.                                                                   |
| 13 | 14 грудня 1959 року             | Іран              | Тегеран                                              | Зустрівся з Шахом Мохаммедом Реза Пахлаві. Звернувся до парламенту. |
| 13 | 14–15 грудня 1959 року          | Греція            | Афіни                                                | Офіційний візит. Зустрівся з королем Павлом та прем'єр-міністром Костянтиносом Караманлісом. Звернувся до парламенту.                                                           |
| 13 | 17 грудня 1959 року             | Туніс             | Туніс                                                | Зустрівся з президентом Хабібом Бургібою. |
| 13 | 18–21 грудня 1959 року          | Франція           | Тулон, Париж                                         | Конференція з президентом Шарлем де Голлем, прем'єр-міністром Великої Британії Гарольдом Макмілланом та канцлером Німеччини Конрадом Аденауером.                                |
| 13 | 21–22 грудня 1959 року          | Іспанія           | Мадрид                                               | Зустрівся з генералісіссімо Франсіско Франко. |
| 13 | 22 грудня 1959 року             | Марокко           | Касабланка                                           | Зустрівся з королем Мохаммедом V. |
| 14 | 23–26 лютого 1960 року          | Бразилія          | Бразилія, Ріо-де-Жанейро, Сан-Паулу                  | Зустрівся з президентом Юсчеліно Кубічеком. Звернувся до Бразильського конгресу.                                                                                                |
| 14 | 26–29 лютого 1960 року          | Аргентина         | Буенос-Айрес, Мар-дель-Плата, Сан-Карлос-де-Барілоче | Зустрівся з президентом Артуро Фрондізі. |
| 14 | 29 лютого — 2 березня 1960 року | Чилі              | Сантьяго                                             | Зустрівся з президентом Хорхе Алессандрі. |
| 14 | 2–3 березня 1960 року           | Уругвай           | Монтевідео                                           | Зустрівся з президентом Беніто Нардоне. Повернувся до США через Буенос-Айрес та Суринам.                                                                                        |
| 15 | 15-19 травня 1960 року          | Франція           | Париж                                                | Конференція з президентом Шарлем де Голлем, прем'єр-міністром Великої Британії Гарольдом Макмілланом та прем'єр-міністром СРСР Микитою Хрущовим.                                |
| 15 | 19–20 травня 1960 року          | Португалія        | Лісабон                                              | Офіційний візит. Зустрівся з президентом Амеріко Томасом. |
| 16 | 14–16 червня 1960 року          | Філіппіни         | Маніла                                               | Державний візит. Зустрівся з президентом Карлосом П. Гарсіа. |
| 16 | 18–19 червня 1960 року          | Республіка Китай  | Тайбей                                               | Державний візит. Зустрівся з президентом Чіанг Кайши. |
| 16 | 19–20 червня 1960 року          | Південна Корея    | Сеул                                                 | Зустрівся з прем'єр-міністром Хео Чен. Звернувся до Національних зборів. |
| 17 | 24 жовтня 1960 року             | Мексика           | Місто Акунья                                         | Неформальний візит. Зустрівся з президентом Адольфо Лопесом Матеосом. |

## Внутрішні справи

### Сучасний республіканізм

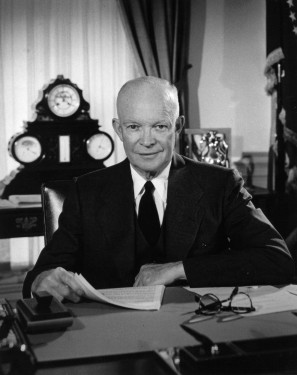
Ейзенгавер в Овальному кабінеті, 29 лютого 1956 року.

Підхід Ейзенгавера до політики сучасники характеризували як «сучасний республіканізм», який займав середнє місце між лібералізмом Нового курсу і консерватизмом Старої гвардії Республіканської партії. Потужні результати на виборах 1952 р. дали республіканцям вузькі більшості в обох палатах 83-го конгресу Сполучених Штатів. Очолювана Тафтом, консервативна фракція внесла численні законопроєкти щодо зменшення ролі федерального уряду в житті Америки. Хоча Ейзенгавер виступав за деяке скорочення функцій федерального уряду і рішуче виступає проти справедливої угоди президента Трумена, він підтримав продовження соціального забезпечення та інші програми Нового Курсу, які він вважав корисними для загального блага. Ейзенгавер головував за скорочення внутрішніх витрат і зменшив роль уряду в субсидуванні сільського господарства через прийняття Аграрного закону 1954 р. але він не виступав за скасування основних програм Нового Курсу, таких як соціальне забезпечення або Управління долиною штату Теннессі, і ці програми залишалися в наявності протягом усього його перебування на посаді президента.

Республіканці втратили контроль над Конгресом на проміжних виборах 1954 року, і вони не повернули собі контроль над жодною палатою, поки не пішов Ейзенгавер. Багатопартійна позиція Ейзенгавера дозволила йому безперебійно співпрацювати зі спікером палати Семом Рейберном та лідером більшості сенату Ліндоном Джонсоном. Хоча такі ліберальні члени Конгресу, як Г'юберт Гамфрі та Пол Дуглас, виступали за розширення федеральної допомоги на освіту, впровадження національного медичного страхування та направляючи федеральну допомогу зубожілим районам, Рейберн та Джонсон значною мірою сприйняли відносно консервативну внутрішню політику Ейзенгавера. Ейзенгавер у своїй власній партії підтримував помірковану підтримку, але він часто вступав у сутички з членами Конгресу, особливо з питань зовнішньої політики. Біограф Жан Едвард Сміт описує стосунки між Рейберном, Джонсоном та Ейзенгавером:
Айк, ЛБД та «Містер Сем» не довіряли один одному повністю, і вони не бачили очей до кожного питання, але розуміли одне одного і не мали труднощів працювати разом. Ейзенгавер продовжувала регулярні зустрічі з республіканським керівництвом. Але його щотижневі сеанси з Рейберном та Джонсоном, зазвичай у вечірній час, за напоями, були набагато продуктивнішими. Для Джонсона та Рейберна було проникливою політикою співпрацювати з Айком. Ейзенгавер був дуже популярним у країні…. Підтримуючи республіканського президента проти старої гвардії його власної партії, демократи сподівалися поділити популярність Айка.

### Фіскальна політика та економіка
Ейзенгавер був фіскальним консерватором, політичні погляди якого були близькі до поглядів Тафта — вони погодилися, що вільна економіка підприємств повинна працювати сама. Тим не менш, протягом усього президентства Ейзенгавера найвища гранична ставка податку становила 91 відсоток — одна з найвищих в історії Америки. Коли республіканці отримали контроль над обома палатами Конгресу після виборів 1952 року, консерватори тиснули на президента, щоб підтримати зниження податків. Однак Ейзенгавер надавав більш високий пріоритет збалансованості бюджету, відмовившись від зниження податків, «поки ми не побачимо програму витрат, яка свідчить про те, що фактори доходу та витрат будуть збалансовані». Ейзенгавер утримував державний борг низьким та інфляцію майже нульовою, три з його восьми бюджетів мали профіцит.

Ейзенгавер будував Новий курс таким чином, що втілював його думки щодо ефективності та економічності. Він санкціонував значне розширення соціального захисту за рахунок самофінансування програми. Він підтримував такі програми, як «Нова угода», мінімальна заробітна плата та житло — він значно розширив федеральну допомогу освіті та побудував систему міждержавних шосейних передусім як програми оборони (а не програми робочих місць). У приватному листі Ейзенгавер писав:
Якщо будь-яка партія намагатиметься скасувати соціальне забезпечення та скасувати законодавство про працю та фермерські програми, ви не почули б про цю партію знову в нашій політичній історії. Звичайно, є крихітна осколка, яка вважає, що ви можете зробити це… Їх кількість незначна, і вони дурні. 
У 1950-ті роки були періодом економічного зростання в Сполучених Штатах, а валовий національний продукт зістрибнув з +355300000000 $ в 1950 р до 487700 млн $ в 1960 р Рівень безробіття також в цілому низький, за винятком 1958 р. Там були три спади в протягом Адміністрація Ейзенгавера — липень 1953 по травень 1954, серпень 1957 по квітень 1958 і квітень 1960 по лютий 1961, викликана Федеральною резервною системою, яка занадто сильно стискала грошову масу, намагаючись усунути затяжну інфляцію у воєнний час. Тим часом, федеральні витрати у відсотках до ВВП знизився з 20,4 до 18,4 % — з тих пір не спостерігалося зменшення будь-яких розмірів федеральних витрат у відсотках до ВВП протягом жодної адміністрації. Витрати на оборону зменшилися з 50,4 мільярда доларів у 1953 фінансовому році до 40,3 мільярда доларів у фінансовому році 1956 року, але потім зросли до 46,6 мільярда доларів у фінансовому році 1959 року. Фондовий ринок дуже добре працював, коли Ейзенгавер знаходився в Білому домі, Промислове середнє значення Доу-Джонса більше ніж удвічі (з 288 до 634), а особистий дохід збільшився на 45 відсотків. Через недорогі державні позики введення кредитної картки та інших факторів загальний приватний борг (без урахування корпорацій) зріс із 104,8 млрд дол. в 1950 р. до 263,3 млрд дол. США в 1960 р.
| Рік  | Дохід | Витрати | Надлишок / дефіцит | ВВП   | Борг як% від ВВП |
| ---- | ----- | ------- | ------------------ | ----- | ---------------- |
| 1953 | 69.6  | 76.1    | -6.5               | 382.5 | 57.1             |
| 1954 | 69.7  | 70.9    | -1.2               | 387.7 | 57.9             |
| 1955 | 65.5  | 68.4    | -3.0               | 407.0 | 55.7             |
| 1956 | 74.6  | 70.6    | 3.9                | 439.0 | 50.6             |
| 1957 | 80.0  | 76.6    | 3.4                | 464.2 | 47.2             |
| 1958 | 79.6  | 82.4    | -2.8               | 474.3 | 47.7             |
| 1959 | 79.2  | 92.1    | -12.8              | 505.6 | 46.4             |
| 1960 | 92.5  | 92.2    | 0.3                | 535.1 | 44.3             |
| 1961 | 94.4  | 97.8    | -3.3               | 547.6 | 43.5             |

### Імміграція
На початку 1950-х етнічні групи в США мобілізувались на лібералізацію прийому біженців з Європи, переміщених війною та залізною завісою.  Результатом цього став Закон про допомогу біженцям 1953 р., який дозволив приймати 214 000 іммігрантів до США із європейських країн у період між 1953 та 1956 рр. понад існуючі імміграційні квоти. Старі квоти були досить малі для Італії та Східної Європи, але ці сфери отримали пріоритет у новому законі. 60 000 італійців були найбільшою з груп біженців. Незважаючи на приїзд біженців, відсоток осіб, народжених за кордоном, продовжував знижуватися, оскільки виїзд до 1914 р. вимер, зменшившись до 5,4 % у 1960 році. впав до нового мінімуму, на 13,4 відсотка.
Відповідаючи на громадські висловлювання, насамперед з Каліфорнії, щодо сприйнятих витрат на послуги нелегальних іммігрантів з Мексики, президент доручив Джозефу Свінгу, директору Служби імміграції та натуралізації США, завдання відновити контроль над кордоном. 17 червня 1954 року Свінг розпочав операцію «Волохношення», зведення та депортацію бездокументованих іммігрантів у вибрані райони Каліфорнії, Аризони та Техасу. Пізніше американський прикордонний патруль повідомив, що понад 1,3 мільйона людей (кількість яких багато людей вважають завищеними) були депортовані або залишені США добровільно під загрозою депортації в 1954 році. Тим часом кількість мексиканців, які законно іммігрували з Мексики, швидко зросла за цей період, з 18454 у 1953 р. До 65 077 у 1956 р.

### Громадянські права

#### Перший термін
У 50-х роках афроамериканці на Півдні зіткнулися з масовим позбавленням волі та розрізненими расовими школами, санвузлами та питними фонтанами. Навіть за межами Півдня афроамериканці стикаються з дискримінацією у галузі зайнятості, дискримінації в житлі та високими рівнями бідності та безробіття. Громадянські права постали як головне національне та глобальне питання у 40-х роках минулого століття, частково через негативний приклад нацистської Німеччини. Сегрегація пошкодила відносини з африканськими країнами, підірвала заклики США до деколонізації і стала головною темою радянської пропаганди. Труман почав процес десегрегації в Збройних Силах у 1948 р., але реальна реалізація пройшла повільно. Південні демократи сильно протистояли інтеграції, і багато південних лідерів схвалили Ейзенгавера в 1952 р. Після того, як останній висловився проти його федеральних зусиль змусити інтеграцію.
Після вступу на посаду Ейзенгавер швидко перейшов до спротиву дегрегації військових, використовуючи державний контроль витрат, щоб примусити дотримуватися військових чиновників. «Де б не витрачалися федеральні кошти, — сказав він журналістам у березні, — я не бачу, як жоден американець може виправдати дискримінацію у витрачанні цих коштів». Пізніше, коли секретар ВМС Роберт Б. Андерсон заявив у доповіді, «ВМС повинні визнати звичаї та, що склалися в певних географічних районах нашої країни, які ВМС не брали участі у створенні», Ейзенгавер відповів: «У нас немає ми не зробимо жодного кроку назад. У цій країні не повинно бути громадян другого класу». Ейзенгавер також прагнув припинити дискримінацію у федеральному наймі та у Вашингтоні, округ Колумбія. Незважаючи на ці дії, Ейзенгавер продовжував чинити опір участі у розширенні прав виборців, дегрегації народної освіти або викоріненні дискримінації у сфері зайнятості. Е. Фредерік Морроу, самотній темношкірий член співробітників Білого дому, зустрічався з Ейзенгавером лише час від часу, і залишалося враження, що Ейзенгавера мало цікавить розуміння життя афроамериканців.
17 травня 1954 року Верховний суд виніс свою визначну постанову у справі про освіту Браун проти Комітету, визнавши державні закони, що встановлюють окремі державні школи для чорно-білих студентів, неконституційними. Приватно Ейзенгавер не схвалював прихильність Верховного Суду, заявивши, що він вважає, що «повернути прогрес на Півдні принаймні на п'ятнадцять років». Публічна відповідь президента була морозною: «Верховний суд говорив, і я присягаю підтримувати конституційні процеси в цій країні; і я буду підкорятися». За наступні шість років свого президентства автор Роберт Каро зазначає, що Ейзенгавер ніколи «публічно не підтримав постанову; ні разу не сказав би, що Браун був морально правий». Його мовчання залишало лідерів громадянських прав з враженням, що Айк не дуже дбав про щоденне становище чорношкірих в Америці, і це послужило джерелом заохочення для сегрегаціоністів, які обіцяли чинити опір шкільній десегрегації. Ці сегрегаціоністи, включаючи Ку-Клукс-Клан, проводили кампанію «масового опору», жорстоко протистоячи тим, хто прагнув десегрегувати державну освіту на Півдні. У 1956 р. більшість південних членів Конгресу підписали Південний маніфест, що закликало перекидання Брауна.

#### Другий термін
Оскільки південні лідери продовжували чинити опір десегрегації, Ейзенгавер прагнув зменшити заклики до посилення федеральних дій, внісши законопроєкт про громадянські права. Законопроєкт включав положення, спрямовані на підвищення захисту прав голосу афро-американців, приблизно 80 % афроамериканців були позбавлені права в середині 50-х років. Законопроєкт про цивільні права Палата прийняла відносно легко, але зіткнувся з сильною протидією в Сенаті від південників, і законопроєкт був прийнятий лише після того, як було знято багато його первісних положень. Хоча деякі чорні лідери закликали його відхилити залитий законопроєкт як неадекватний, Ейзенгавер підписав закон про громадянські права 1957 року. Це був перший федеральний закон, покликаний захистити афроамериканців з кінця Реконструкції. Актом було створено Комісію з громадянських прав США та створено відділ цивільних прав у Міністерстві юстиції, але він також вимагав, щоб відповідачі у справах про право голосу проходили судовий розгляд присяжних. Включення останнього положення зробило цей акт малоефективним, оскільки білі присяжні на Півдні не голосуватимуть засудженим за втручання у виборчі права афроамериканців.
Ейзенгавер сподівався, що прийняття Закону про громадянські права принаймні тимчасово видалить питання цивільних прав з авангарду національної політики, але події в Арканзасі змусили його діяти. Арканзаський федеральний суд створив затверджений план ліквідації сегрегації, з програмою, щоб почати реалізацію в Літл-Рок Central High School. Побоюючись, що десегрегація ускладнить його зусилля щодо перевиборів, губернатор Орваль Фауб мобілізував Національну гвардію для запобігання дев'яти чорношкірим студентам, відомим як «Дев'ятка Літл-Рок». Хоча Ейзенгавер не повністю сприйняв причину цивільних прав, він був твердо налаштований підтримувати федеральну владу та запобігати інциденту, який може збентежити Сполучені Штати на міжнародній арені. Ейзенгавер переконав Фауба зняти Національну гвардію, але натовп заважав чорношкірим студентам відвідувати школу. У відповідь Ейзенгавер відправив армію в Літл-Рок, і армія забезпечила, щоб Дев'ятка могла відвідувати школу. Фауб висміював дії Ейзенгавера, стверджуючи, що Літл Рок став «окупованою територією», і в 1958 р. він тимчасово закрив гімназії" Літл-Рок".
Наприкінці свого другого терміну Ейзенгавер запропонував ще один законопроєкт про цивільні права, покликаний захистити права голосу, але Конгрес знову прийняв законопроєкт із слабшими положеннями, ніж просив Ейзенгавер. Ейзенгавер підписав законопроєкт як Закон про громадянські права 1960 року. До 1960 року 6,4 % південношкірих відвідували інтегровані школи, а тисячі чорношкірих виборців зареєструвались для голосування, але мільйони афроамериканців залишилися позбавлені права.

### Міжштатна система шосе
Одним із стійких досягнень Ейзенгавера була міжштатна система автомобільних доріг, яку Конгрес затвердив Законом про федеральне шосе 1956 року. Історик Джеймс Т. Паттерсон характеризує вчинок як «єдиний важливий закон», прийнятий під час першого терміну Ейзенгавера, окрім розширення соціального забезпечення. У 1954 році Ейзенгавер призначив генерала Лусіуса Д. Клея очолити комітет, доручений запропонувати план міжштатного шосе. На підтримку президентом проєкту вплинув його досвід молодого офіцера армії, який перетинав країну в складі армії 1919 року. Підсумовуючи мотивації до побудови такої системи, Клей зазначив,
Було очевидно, що нам потрібні кращі шосе. Вони були потрібні їм для безпеки, щоб вмістити більше автомобілів. Вони потрібні були для оборонних цілей, якщо це коли-небудь буде необхідно. І вони нам потрібні були для економіки. Не просто як міра громадських робіт, а заради майбутнього зростання. 

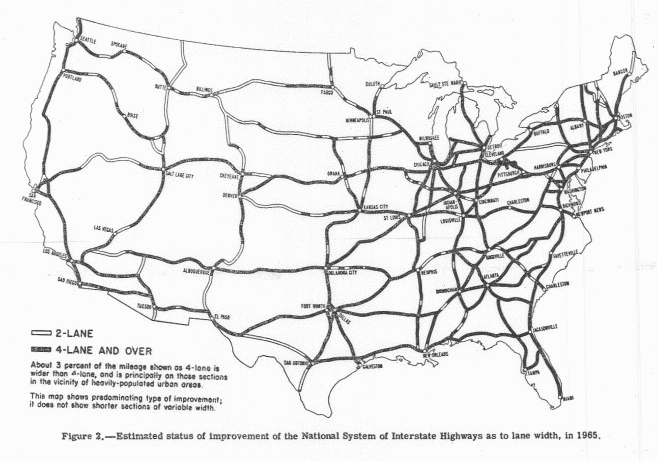
Карта 1955 року: запланований стан автомобільних доріг США в 1965 році внаслідок розвивальної міжштатної автомобільної системи

Комітет Клея запропонував 10-річну програму на 100 мільярдів доларів, яка дозволить побудувати 40 000 миль розділених автомобільних доріг, що поєднують усі американські міста з населенням понад 50 000. Спочатку Ейзенгавер віддавав перевагу системі, що складається з платних доріг, але Клей переконав Ейзенгавера, що платні дороги неможливі за межами високонаселених прибережних регіонів. У лютому 1955 року Ейзенгавер направив пропозицію Клей Конгресу. Законопроєкт швидко здобув схвалення в Сенаті, але Палата демократів заперечила проти використання державних облігацій як засобів фінансування будівництва. Ейзенгавер та палати демократів домовились замість цього фінансувати систему через Трастовий фонд шосе, який сам фінансуватиметься податком на бензин. Ще один великий інфраструктурний проєкт, Морський шлях Сент-Лоренс, також був завершений під час президентства Ейзенгавера.
В довгостроковій перспективі міжштатна система автомобільних доріг мала надзвичайний успіх, що багато зробило для підтримки позитивної репутації Ейзенгавера. Хоча заперечення проти негативного впливу розчищення мікрорайонів у містах, система була добре сприйнята. Залізнична система для пасажирів і вантажів різко знизилася, але вантажоперевезення різко розширилися, а вартість доставки та проїзду різко впала. Субурбанізація стала можливою завдяки швидкому зростанню легкодоступного, більшого, дешевшого житла, ніж це було в переповнених центральних містах. Туризм також різко розширився, створивши попит на більше СТО, мотелів, ресторанів та відвідувачів. До зимового відпочинку або для постійного переїзду було набагато більше переміщення на Сонячний пояс, із зручним доступом до відвідувань родичів додому. У сільській місцевості, містечка та невеликі міста від мережі втрачали свою чергу, коли покупці стежили за міжштатними, а біля них розташовувались нові фабрики.

### Космічна програма та освіта
У 1955 році окремими повідомленнями за чотири дні один від одного, і США, і Радянський Союз публічно оголосили, що впродовж найближчих кількох років вони запустять штучні супутники Землі. У заяві Білого дому від 29 липня було зазначено, що США будуть запускати «маленькі супутники, що кружляють біля Землі» між 1 липня 1957 року та 31 грудня 1958 року, як частину американського внеску в Міжнародний геофізичний рік. Американці були здивовані, коли 4 жовтня 1957 р. Радянський Союз вивів на орбіту свій супутник Sputnik 1. Через три місяці відбувся національний телевізійний тест американського телебачення Vanguard TV3 ракета зазнала незручності; ракету лицьово називали «Флопник» та «Залишайтеся-путником».
Для багатьох успіх радянської супутникової програми свідчив про те, що Радянський Союз зробив істотний стрибок уперед в галузі технологій, які становили серйозну загрозу національній безпеці США. Поки Ейзенгавер спочатку занижував тяжкість радянського запуску, страх та тривога у суспільстві зростали. Американці кинулися будувати сховища на випадок ядерної війни, тоді як Радянський Союз хвалився своєю новою перевагою як світової держави. Президент, як зауважив прем'єр-міністр Великої Британії Гарольд Макміллан під час візиту в червні 1958 р. До США, «вперше зазнав сильної атаки» свого президентства. Економіст Бернар Барух написав у відкритому листі до New York Herald Tribune під назвою «Уроки поразки»: «Хоча ми присвячуємо свою промислову та технологічну потужність виробництву нових моделей автомобілів та інших гаджетів, Радянський Союз завойовує простір… Росія, а не США, мали таку фантазію прив'язати свій фургон до зірок і майстерність дотягнутися до Місяця і все, окрім як збагнути його. Америка хвилюється. Це повинно бути».
Запуск спричинив низку ініціатив федерального уряду — від оборони до освіти. Поновлений акцент був зроблений на програму Explorers (яку раніше витіснила Project Vanguard) для запуску американського супутника на орбіту; це було здійснено 31 січня 1958 року при успішному запуску Explorer 1. У лютому 1958 року Ейзенгавер уповноважив формувати Агентство прогресивних дослідницьких проєктів, пізніше перейменований в Агентство прогресивних науково-дослідних проєктів (DARPA), в рамках Міністерства оборони для розробки нових технологій для військових США. 29 липня 1958 року він підписав Національний закон про повітроплавання та космос, який встановив НАСА як цивільне космічне агентство. НAСA взяла на себе дослідження космічних технологій, розпочате компанією DARPA, а також супутникову програму пілотованих повітряних сил Man In Space Soonest, яка була перейменована в проєкт Mercury. У рамках проєкту в перші сім астронавтів були оголошені 9 квітня 1959 року.
У вересні 1958 року президент підписав Закон про національну оборонну освіту, чотирирічну програму, яка вкладала мільярди доларів у систему освіти США. У 1953 році уряд витратив 153 мільйони доларів, а коледжі взяли 10 мільйонів доларів цього фінансування; проте до 1960 року сукупне фінансування зросло майже в шість разів. Тим часом, наприкінці 1950-х та до 1960-х років НАСА, Міністерство оборони та різні корпорації приватного сектора розробили декілька програм дослідження та розвитку супутникового зв'язку.

### Двадцять третя поправка

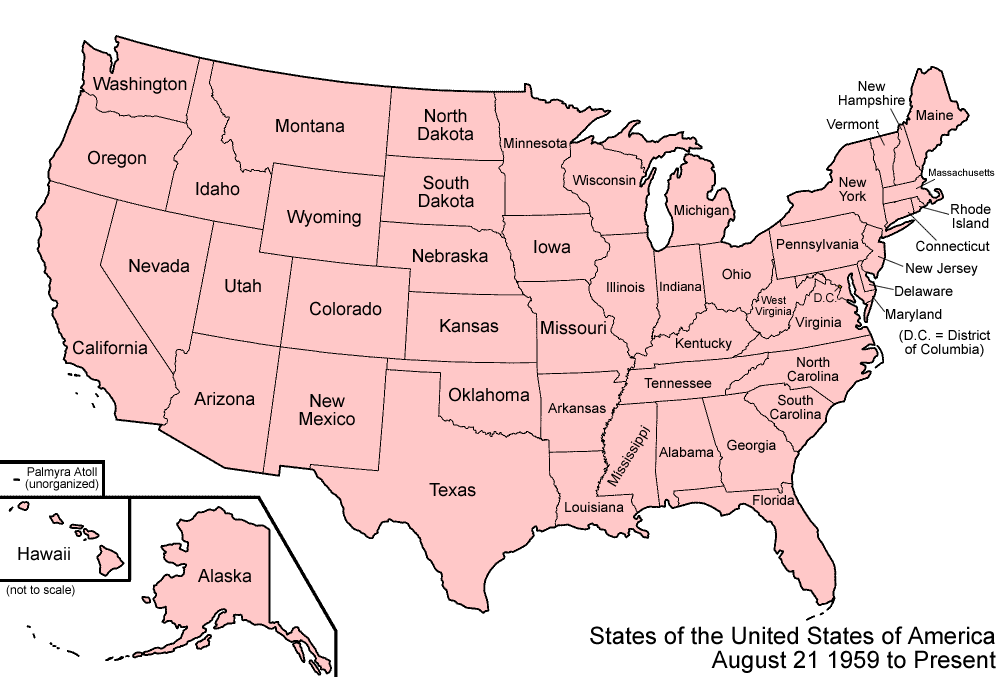
Штати США в серпні 1959 року — і до сьогодення

Відповідно до оригінальних конституційних норм, що регулюють Колегію виборців, виборці президента призначали лише штатам. В результаті округ Колумбія був виключений із процесу виборів президента. У 1950 році в Конгресі було внесено кілька змін до Конституції, щоб забезпечити громадянам району відповідні права голосу на національних виборах для президента та віце-президента. Ейзенгавер був наполегливим прихильником виборчих прав мешканців округу Колумбія. 16 червня 1960 року 86-й Конгрес затвердив поправку до Конституції, яка поширює право голосу на виборах президента на громадян, які проживають у окрузі Колумбія, шляхом надання окружним виборцям в Колегії виборців, як ніби це штат. Після того, як необхідна кількість державних законодавчих органів ратифікувала запропоновану поправку, вона стала Двадцять третьою поправкою до Конституції Сполучених Штатів 29 березня 1961 року.

### Штати, прийняті до Союзу
Ейзенгавер закликав визнати Аляску та Гаваї штатами під час своєї кампанії 1952 року, але різні питання затримували їх державність. Гаваї зіткнулися з опозицією південних членів Конгресу, які заперечували проти великого небілого населення островної ланцюга, тоді як занепокоєння військовими базами на Алясці переконувало Ейзенгавера протистояти державі на території на початку його перебування. У 1958 році Ейзенгавер домовився з Конгресом щодо законопроєкту, який передбачав прийом Аляски і відводив великі частини Аляски для військових баз. Ейзенгавер підписав закон про державність Аляски в законі в липні 1958 року, а Аляска стала 49-м штатом 3 січня 1959 року. Через два місяці Ейзенгавер підписав Закон про вступ Гаваї, і Гаваї стали 50-м штатом у серпні 1959 року.

## Президентські вибори

### Перевибори 1956 р.
У липні 1955 року журнал TIME похвалив президента за те, що він приніс «процвітання нації», зазначивши, що «За 29 місяців з часу, як Двайт Ейзенгавер переїхав до Білого дому, надзвичайна зміна наступила над нацією. Кров'яний тиск і температура пішли вниз, нервові закінчення загоїлися. Новий тон можна було б описати словом: впевненість». Ці настрої відобразилися в рейтингу схвалення опитування Ейзенгавера, Gallup, який склав від 68 до 79 відсотків протягом його першого терміну. Серцевий напад Ейзенгавера у вересні 1955 р. спричинив міркування про те, чи зможе він шукати другий термін, але його лікар оголосив, що він повністю відновився в лютому 1956 року, і незабаром після цього Ейзенгавер оголосив про своє рішення балотуватися на переобрання. Ейзенгавер розглядав можливість виходу на пенсію після закінчення одного терміну, але вирішив знову балотуватися, оскільки вважав своїх потенційних спадкоємців з обох сторін неадекватними.

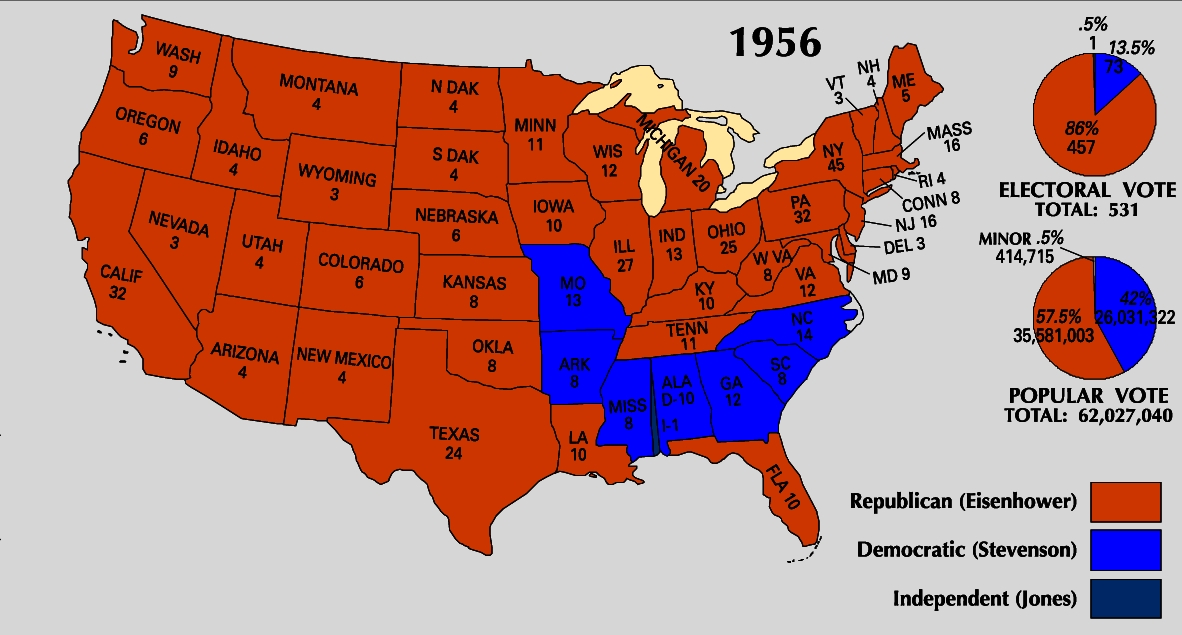
Результати виборів 1956 року.

Ейзенгавер не довіряв Ніксону грамотно керувати країною, якщо він стане президентсом, і він намагався усунути Ніксона з кандидатури 1956 року, запропонувавши йому посаду міністра оборони. Ніксон відмовився від пропозиції і відмовився прибрати своє ім'я з кандидатури для повторного висунення, якщо Ейзенгавер цього не вимагав. Не бажаючи розколоти партію і не в змозі знайти ідеальну заміну Ніксону, Ейзенгавер вирішив не прибирати висунення Ніксона. Хоча Гарольд Стассен та деякі інші республіканці працювали над тим, щоб змусити когось кинути виклик Ніксону, віце-президент залишався дуже популярним серед республіканського керівництва та рядових виборців. Він був одноголосно повторно висунутий на Республіканську національну конвенцію 1956 року. Тим часом Ейзенгавер був відкликаний без опозиції.
На Демократичній національній конвенції 1956 року в Чикаго, штат Іллінойс, Едлай Стівенсон був перейменований на перше голосування, незважаючи на сильний виклик губернатора Нью-Йорка Аверелла Гаррімана, якого підтримав колишній президент Трумен. Стівенсон оголосив, що залишить вибір кандидата на посаду віце-президента конвенції; він не вказував, кого він вважає за краще вибрати товаришем. Делегати обрали сенатора Естеса Кефавера з штату Теннессі у другому голосуванні.
Ейзенгавер проводив агітацію щодо свого економічного процвітання та зовнішньої політики холодної війни. Він також напав на демократів за те, що нібито блокували його законодавчі програми, і насміхався з пропозицією Стівенсона заборонити випробування ядерної зброї. Стівенсон закликав прискорити переговори про роззброєння з Радянським Союзом та збільшити державні витрати на соціальні програми. Демократи запровадили тактику негативних телевізійних оголошень, які, як правило, атакують Ніксона, а не Ейзенгавера. Суецька криза та Угорська революція стали в центрі уваги Ейзенгавера на останніх тижнях кампанії, і його дії під час колишніх криз підвищили його популярність.
У день виборів Ейзенгавер виграв ще більший запас, ніж він був чотирма роками раніше, набравши 457 голосів виборців за Стівенсона 73. Він набрав понад 57 відсотків голосів населення, набравши понад 35 мільйонів голосів. Ейзенгавер підтримував свої завоювання 1952 року серед демократів, особливо білих міських південників та північних католиків, тоді як зростаючі передмістя додалися до його республіканської бази. Порівняно з виборами 1952 року Ейзенгавер здобув Кентуккі, Луїзіану та Західну Вірджинію, втрачаючи при цьому Міссурі. В інтерв'ю з опитувальниками його виборці мали менше шансів піднести його лідерські результати. Натомість те, що виділялося цього разу, «було відповіддю на особисті якості — на його щирість, цілісність та почуття обов'язку, на доброчесність сімейного чоловіка, на його релігійну відданість та на користь». Перемога Ейзенгавера не дала сильного ефекту для інших кандидатів від республіканців, і демократи зберегли контроль над Конгресом.

### Вибори 1960 року та перехід

Результати виборів 1960 року.

22-а поправка до Конституції США, ратифікована в 1951 році, встановила два терміни на президентство. Оскільки поправка не застосовувалася до президента Трумена, Ейзенгавер став першим президентом, конституційно обмеженим двома термінами. Однак Ейзенгавер уважно спостерігав за президентськими виборами 1960 року, які він розглядав як референдум щодо свого президентства. Він намагався переконати міністра фінансів Роберта Андерсона домагатися висування від республіканців, але Андерсон відмовився входити у перегони. Ейзенгавер запропонував Ніксону теплою підтримкою в республіканських праймеріз 1960 року. На запитання журналістів перерахувати одну з політичних ідей Ніксона, яку він прийняв, Ейзенгавер пожартував: «Якщо ви дасте мені тиждень, я можу придумати його. Я не пам'ятаю». Ейзенгавер і Ніксон насправді стали нерівними друзями, які дізналися це один у одного і поважали один одного. Незважаючи на відсутність сильної підтримки Ейзенгавера, успішне вирощування партійної еліти Ніксона забезпечило, що він зіткнувся лише зі слабким викликом губернатора Нельсона Рокфеллера щодо висування від республіканців.
У кампанії 1960 року переважали «холодна війна» та економіка. Джон Ф. Кеннеді тріумфував на Демократичній національній конвенції 1960 року, перемігши Ліндона Б. Джонсона, Г'юберта Гамфрі та інших кандидатів, щоб стати кандидатом у президенти партії. Щоб отримати підтримку на Півдні та Заході, Кеннеді обрав Джонсона своїм партнером. На загальних виборах Кеннеді напав на передбачуваний «ракетний розрив» і схвалив федеральну допомогу на освіту, підвищення мінімальної заробітної плати та створення федеральної програми медичного страхування людей похилого віку. Тим часом Ніксон хотів перемогти самостійно, і не прийняв пропозицій Ейзенгавера про допомогу. На велике розчарування Ейзенгавера, Кеннеді переміг Ніксона в надзвичайно близьких виборах. Кеннеді взяв 49,7 відсотка голосів населення і виграв голосування на виборах з відривом 303 до 219.
Під час кампанії Ейзенгавер приватно відстоював недосвідченість Кеннеді і зв'язок з політичними машинами, але після виборів він працював з Кеннеді, щоб забезпечити плавний перехід. Він особисто двічі зустрічався з Кеннеді, особливо підкреслюючи небезпеку, яку представляла Куба. 17 січня 1961 року Ейзенгавер дав остаточне телевізійне звернення до Нації з Овального Кабінету. У своєму прощальному зверненні Ейзенгавер порушив питання про холодну війну та роль збройних сил США. Він описав «холодну війну»: «Ми стикаємося з ворожою за масштабами масштабною ідеологією, атеїстичною за своєю суттю, безжальною за призначенням і підступною за методом…», і попередив про те, що він вважає невиправданими пропозиціями уряду щодо витрат, і продовжив попередження, що «ми повинні захищати від придбання військово-промислового комплексу необґрунтованого впливу, шуканого чи невідомого». Звернення Ейзенгавера відображало його побоювання, що військові витрати та бажання забезпечити повну безпеку будуть спрямовані на шкоду іншим цілям, включаючи надійну економіку, ефективні соціальні програми та особисті свободи.

## Історична репутація

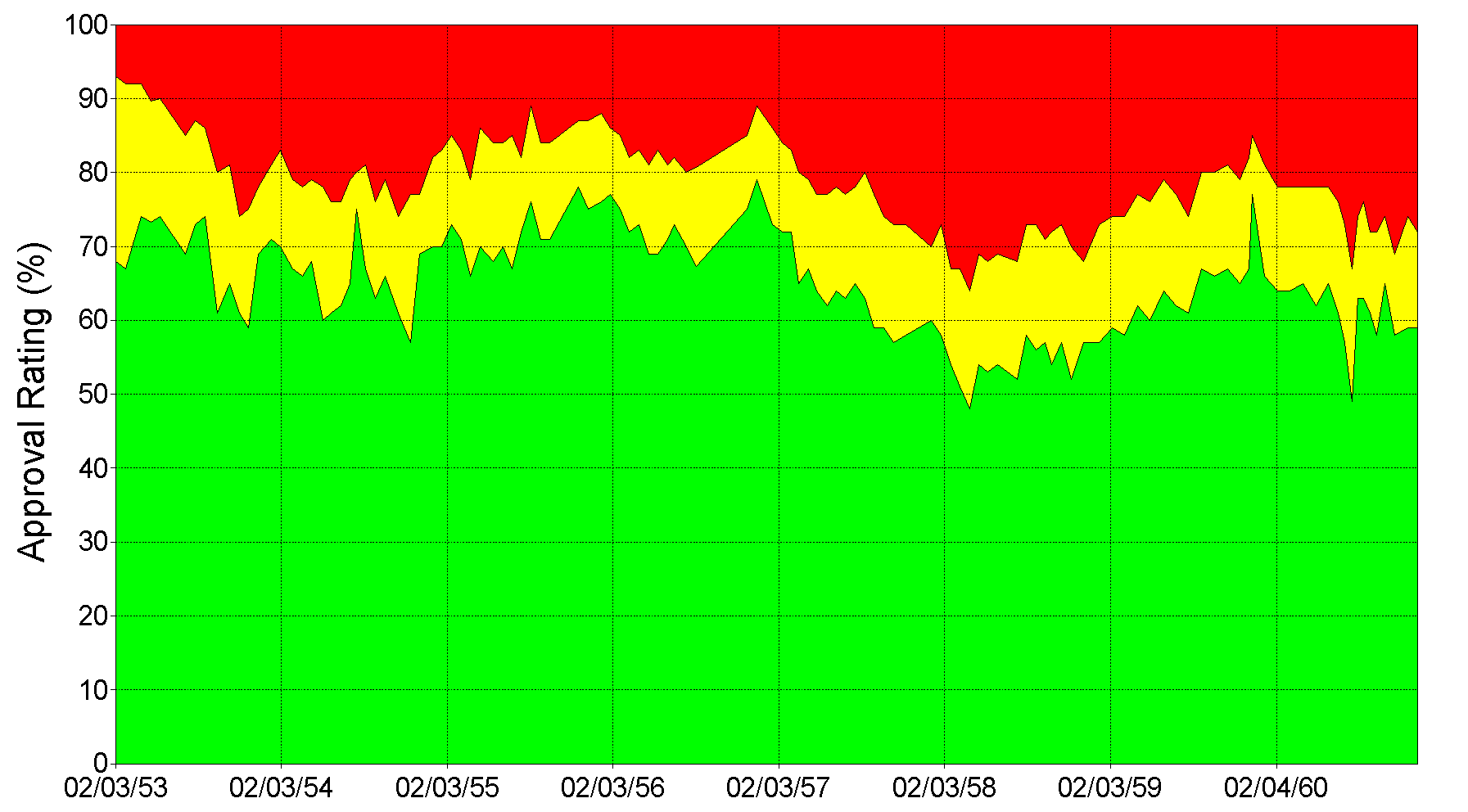
Графік оцінок затвердження Ейзенгавера, за опитуванням Геллапа

Ейзенгавер був популярним серед широкої громадськості, коли він покинув свою посаду, але протягом десяти років або двох коментаторів Ейзенгавер розглядав як президента «нічого не роблячим», який залишив багато важливих рішень своїм підлеглим. Пол Холбо та Роберт В. Селлен заявляють, що критики зображували Ейзенгавера:
як правило, з гольф-клубом у руці та широкою, але нестримною усмішкою на обличчі…. ліберальні інтелектуали порівняно його порівняно зі своїм стандартом для президента Франкліна Д. Рузвельта. Вони дали «Айку» особливо низькі оцінки за його уявну віддаленість від політики, відмову публічно битися з сенатором Джозефом Маккарті та небажання брати активне керівництво партією.
Історики, які писали в 1960-х роках, негативно ставилися до зовнішньої політики Ейзенгавера, розглядаючи "народного генерала як доброзичливого, але бурхливого лідера, який головував у «великій відстрочці» критичних національних та міжнародних питань протягом 1950-х років. Вони були розчаровані відсутністю хвилювання та глибини, але одним із уроків війни у В'єтнамі є те, що хвилювання може бути жахливим досвідом. Історики вперше отримали доступ до приватних робіт Ейзенгавера у 70-х роках, залишивши істориків «практично одностайними у аплодуванні послідовного виконання Айком зрілого судження, розсудливості і стриманості, і в святкуванні його сигналу про досягнення миру і в незвично небезпечні періоди в міжнародних відносинах». Ліберальний історик Артур Шлезінгер, в той час, прихильник Едлая Стівенсона, відкрив очі: «Ейзенгаверські документи… безперечно змінюють стару картину…. Ейзенгавер виявив набагато більше енергії, інтересу, впевненості в собі, мети, хитрість і командування, ніж багато хто з нас припускав у 50-х роках».
Репутація Айзенхауера досягла свого піку на початку 1980-х років; до 1985 р. була поставлена постревізіоністська реакція, і була представлена більш складна оцінка адміністрації Ейзенгавера. Новим фактором стала наявність раніше закритих записів, і документи показали, що Ейзенгавер ретельно маневрував за лаштунками, уникаючи суперечливих питань, зберігаючи контроль над своєю адміністрацією. Історики також відзначили межі деяких досягнень Айзенхауера; він уникав твердої публічної позиції щодо маккартізму чи громадянських прав, а напруження в холодну війну було високими наприкінці його президентства. Останні опитування істориків та політологів загалом класифікують Ейзенгавера у першому кварталі президентів. В опитуванні в 2018 році Американської асоціації політичних наук Ейзенгавер посідав сьоме місце найкращого президента. Опитування істориків C-Span за 2017 рік оцінило Ейзенгавера як п'ятого найкращого президента.

Історик Джон Льюїс Гаддіс підсумував поворот у оцінках:
Історики давно відмовились від думки, що Ейзенгавер був невдалим президентом. Зрештою, він покінчив з Корейською війною. Він стабілізував радянсько-американське суперництво і не нагрів його. Він зміцнював європейські союзи, відмовляючись від європейського колоніалізму. Він врятував Республіканську партію від ізоляціонізму та маккартізму. Він підтримував процвітання, збалансовував бюджет, сприяв технологічним інноваціям, сприяв (якщо неохоче) руху за громадянські права та попередив у найбільш пам'ятній прощальній з моменту Вашингтоні про «військово-промисловий комплекс», який може загрожувати свободам нації. Тільки поки Рейган не пішов з посади президента з таким сильним почуттям, що він здійснив те, що він вирішив зробити.